# Tartonne
Tartonne település Franciaországban, Alpes-de-Haute-Provence megyében. Lakosainak száma 127 fő (2022. január 1.). Tartonne Archail, Clumanc, Digne-les-Bains, Draix, Lambruisse és Thorame-Basse községekkel határos.

## Népesség
A település népessége az elmúlt években az alábbi módon változott:
| Lakosok száma | 104  | 101  | 113  | 138  | 140  | 138  | 135  | 130  | 129  | 127  |
|               | 1968 | 1982 | 1990 | 2006 | 2013 | 2015 | 2017 | 2019 | 2020 | 2022 |